# Alba (obwód miński)
Alba (biał. Альба, Alba; ros. Альба, Alba) – osiedle na Białorusi, w obwodzie mińskim, w rejonie nieświeskim, w sielsowiecie Nieśwież, nad Uszą. Graniczy z Nieświeżem.

## Historia
W Rzeczypospolitej Obojga Narodów znajdowała się w województwie nowogródzkim, w powiecie nowogródzkim. Należała do ordynacji nieświeskiej Radziwiłłów, którzy zbudowali tu okazałą willę z parkiem. Lubił tu wypoczywać m.in. wojewoda wileński Karol Stanisław Radziwiłł „Panie Kochanku”. Jego stronnicy od tego majątku nazywali siebie albańczykami.
W XIX i w początkach XX w. folwark położony w Rosji, w guberni mińskiej, w powiecie słuckim. 
W dwudziestoleciu międzywojennym folwark i osada leżące w Polsce, w województwie nowogródzkim, w powiecie nieświeskim, w gminie Łań. W 1921 folwark liczył 91 mieszkańców, zamieszkałych w 7 budynkach, w tym 71 Białorusinów i 20 Polaków. 53 mieszkańców było wyznania prawosławnego i 38 rzymskokatolickiego. Osada liczyła zaś 26 mieszkańców, zamieszkałych w 3 budynkach, w tym 25 Białorusinów i 1 osobę innej narodowości. 19 mieszkańców było wyznania rzymskokatolickiego i 7 prawosławnego.
Po II wojnie światowej w granicach Związku Sowieckiego. Od 1991 w niepodległej Białorusi.